# القانون الجنائي الألماني
Strafgesetzbuch ( تُلفظ بالألمانية: [ˈʃtʁaːfɡəˌzɛtsbuːx] )، اختصارًا إلى StGB ، هو قانون العقوبات الألماني.

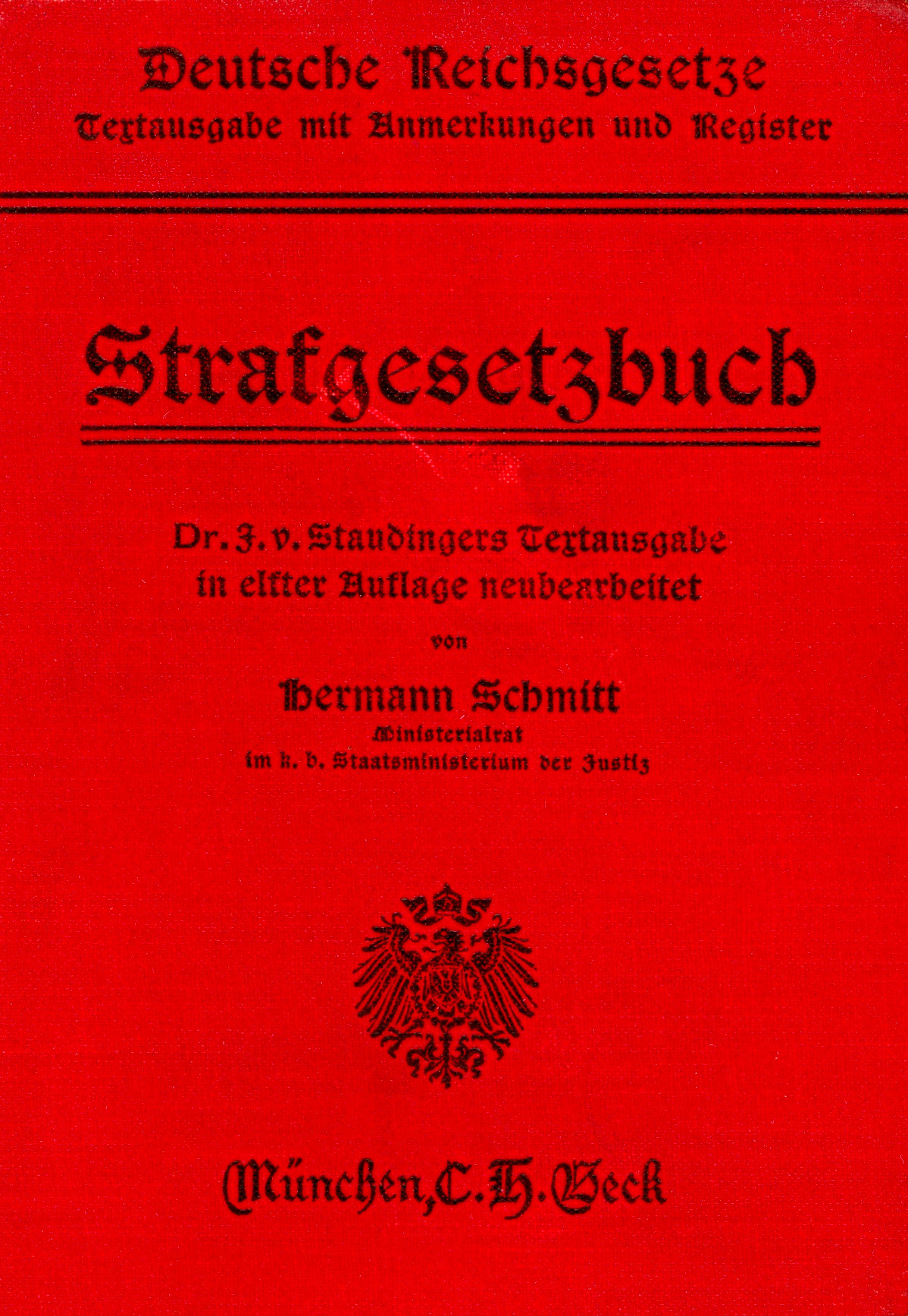
Strafgesetzbuch (1914)

في ألمانيا، يعود Strafgesetzbuch إلى قانون العقوبات للإمبراطورية الألمانية الذي تم تمريره في عام 1871 في 15 مايو في الرايخستاغ والذي كان مطابقًا إلى حد كبير لقانون العقوبات لاتحاد شمال ألمانيا. دخلت حيز التنفيذ في 1 يناير 1872.
تم تغيير Reichsstrafgesetzbuch (القانون الجنائي الإمبراطوري) عدة مرات في العقود التالية استجابة ليس فقط لتغيير المفاهيم الأخلاقية والحكم الدستوري الممنوح من القانون الأساسي لجمهورية ألمانيا الاتحادية، ولكن أيضًا للإصلاحات العلمية والتقنية. ومن الأمثلة على هذه الجرائم الجديدة غسل الأموال أو تخريب الكمبيوتر.
قانون العقوبات هو تدوين للقانون الجنائي والنص القانوني المحوري، في حين أن القوانين التكميلية تحتوي على أحكام تؤثر على القانون الجنائي، مثل تعريف أنواع جديدة من الجريمة وإجراءات إنفاذ القانون. يشكل القانون الجنائي الألماني الأساس القانوني للقانون الجنائي في ألمانيا.
في أعقاب الرايخ الثالث تم تضمين عدد من الأحكام المحظورة في Strafgesetzbuch:
- فريدنسفيرات ("الخيانة للسلام"): التحضير لحرب عدوانية (§ 80) والتحريض على حرب عدوانية (§ 80a)
- نشر وسائل الدعاية للمنظمات غير الدستورية (المادة 86)
- استخدام رموز المنظمات غير الدستورية (الفقرة 86 أ)
- التحريض على الكراهية ضد قطاعات من السكان ( تحريض الجماهير ) (§130)

في عام 2002، تم تفويض النيابة العامة الألمانية لمحاكمة الجرائم ضد الإنسانية وجرائم الحرب والإبادة الجماعية دوليًا بموجب Völkerstrafgesetzbuch ("قانون الجرائم ضد القانون الدولي"). قانون العقوبات خاص آخر هو Wehrstrafgesetz لملاحقة الجرائم خاصة في الخدمة العسكرية مثل العصيان (§20 WStG) والفرار (§16 WStG).

## بناء
ينقسم قانون العقوبات الألماني إلى قسمين رئيسيين:
الجزء العام ( Allgemeiner Teil ): حيث يتم ترتيب المشكلات العامة، على سبيل المثال:
- مجال صلاحية القانون
- التعاريف المتعلقة بالقانون
- القدرة على الحكم على المذنبين
- الارتكاب والتحريض أو التبعية
- الدفاع الضروري
- أحكام عامة للعقوبات ( الغرامات والسجن )
- قوانين التقادم
- المحاولات

الجزء الخاص ( Besonderer Teil ): حيث يتم سرد الجرائم الجنائية المختلفة وتعريفاتها وعقوباتها، على سبيل المثال:
- جرائم ضد سيادة القانون الديمقراطية
- الجرائم المخلة بالنظام العام
- الجرائم ضد الشخص ذي الطبيعة الجنسية
- جرائم ضد الحياة
- الجرائم ضد ثروة شخص آخر (مثل السرقة والسرقة)

## أقسام بارزة
تختلف هذه الأقسام اختلافًا كبيرًا عن القوانين الجنائية في البلدان الأخرى، من أبرزها ما يلي:
- § 86 أ: استخدام رموز المنظمات غير الدستورية
- § 103: إهانة أعضاء وممثلين عن دول أجنبية (ملغاة)
- § 130: يحظر القسم 3 الإبادة الجماعية التي ارتكبت في ظل حكم الاشتراكية الوطنية (الهولوكوست) مابين 1933-1945. كما يحظر القسم 4 تمجيد أو الموافقة في عهد النازيين.
- § 130: التحريض على الكراهية
- § 131: تمثيل العنف (أن تمثَّل مشاهد الممارسات العنيفة)
- § 140:: مكافأة الجرائم والموافقة عليها
- الفقرة 175: الأفعال المثلية بين الرجال (ملغاة)
- § 202 ج: إعداد تجسس البيانات أو اعتراض البيانات

## روابط خارجية

### نصوص قانونية كاملة
- German Strafgesetzbuch (باللغة الإنجليزية)
- باللغة الألمانية Strafgesetzbuch الألمانية
- باللغة الألمانية Strafgesetzbuch für das Deutsche Reich vom 15. May 1871. النسخة الحالية مع روابط لجميع الإصدارات منذ البداية
- باللغة الألمانية Strafgesetzbuch für das Deutsche Reich vom 15. May 1871. Historisch-synoptische Edition. 1871-2009 - جميع الإصدارات منذ بدايتها مع فترات التنفيذ والموجزات

### مواضيع خاصة
- باللغة الألمانية List of symbols in violation of § 86a